# Esclerose concêntrica de Baló
A esclerose concêntrica de Baló é uma doença rara, pertencente ao grupo das doenças desmielinizantes inflamatórias, na qual ocorre desmielinização aguda  fulminante, cujas lesões apresentam um padrão característico de anéis concêntricos alternando entre áreas sãs e áreas afectadas.